# Théodore Nzue Nguema
Théodore Nzue Nguema (Libreville, 9 de novembro de 1973 – Bata, 5 de maio de 2022) foi um futebolista e treinador de futebol gabonês de ascendência guinéu-equatoriana que atuava como atacante.

## Carreira
Entre 1990 e 2007, Nguema jogou a maior parte da carreira em seu país, defendendo Santé Sports d'Oyem, USM Libreville, Mbilinga, FC 105 Libreville e Delta Téléstar, onde se aposentou dos gramados aos 34 anos. Fora do Gabão, atuou por ES Zarzis (Tunísia), Angers (França) e Braga (Portugal).
Virou treinador em 2012, tendo comandado Real Castel e Estrellas del Futuro (atual Futuro Kings), ambos da Guiné Equatorial, até 2019.

## Carreira internacional
Pela seleção de seu país, estreou em outubro de 1995, num amistoso contra Serra Leoa, que terminou com vitória gabonesa por 1 a 0. Ele só viria a marcar seu primeiro gol pelas Panteras em novembro de 1996, no empate em 1 a 1 com Gana, pelas eliminatórias africanas para a Copa de 1998.
Não convocado para a Copa das Nações Africanas de 1996, Nguema participou das 3 partidas do Gabão na edição de 2000, mas não evitou a eliminação da equipe na fase de grupos.
O último de seus 77 jogos com a camisa da seleção (é o sétimo jogador com mais partidas disputadas) foi em novembro de 2005, no empate sem gols contra a Argélia, pelas eliminatórias da Copa de 2006. Nguema balançou as redes 23 vezes em sua carreira internacional, sendo o segundo maior artilheiro da equipe, atrás apenas de Pierre-Emerick Aubameyang.

## Morte
Nguema faleceu em 5 de maio de 2022, aos 48 anos. Estava internado no Hospital De La Paz, em Bata, na Guiné Equatorial, e a causa de seu falecimento não foi divulgada.

## Títulos
USM Libreville
- Copa do Gabão: 1991

Mbilinga
- Campeonato Gabonês: 1996

105 Libreville
- Campeonato Gabonês: 2001

Delta Téléstar
- Copa de Clubes da UNIFFAC: 2005
- Copa do Gabão: 2006

Seleção Gabonense
- Copa UNIFAC: 1999